# Entéropathie environnementale
L'entéropathie environnementale (EE) (également appelée entéropathie tropicale ou dysfonction entérique de l'environnement) est un trouble de l'inflammation intestinale chronique,,. L'EE est plus courante chez les enfants vivant dans des environnements à faibles ressources,,. Les symptômes aigus sont généralement minimes ou absents. L'EE peut entraîner une malnutrition , une anémie (carence en fer et une inflammation chronique), un retard de croissance, un développement du cerveau altéré,, et une réponse altérée aux vaccinations orales,. 
La cause de l'EE est multifactorielle. Globalement, l'exposition à de la nourriture et à de l'eau contaminées conduit à un état d'inflammation intestinale généralisé,,. La réponse inflammatoire entraîne de multiples modifications pathologiques du tractus gastro-intestinal: petites villosités , grandes cryptes (appelées hyperplasie de la crypte), augmentation de la perméabilité et accumulation de cellules inflammatoires dans l'intestin,,. Ces changements entraînent une mauvaise absorption des aliments, des vitamines et des minéraux. 
Il n'existe pas de critères diagnostiques normalisés, cliniquement pratiques. Le test de diagnostic le plus précis est la biopsie intestinale. Cependant, ce test est invasif et inutile pour la plupart des patients. 
La prévention est l'option la plus efficace et la plus fiable pour prévenir l'EE et ses effets. Par conséquent, la prévention et le traitement de l'EE sont souvent discutés ensemble,,. 

## Signes et symptômes
L'entéropathie environnementale entraînerait une malnutrition chronique, un retard de croissance (mesure de la taille pour l'âge) et d'autres déficits de développement de l'enfant 

### Court terme
L'EE est rarement symptomatique et est considérée comme une condition infraclinique,, . Cependant, les adultes peuvent présenter des symptômes bénins ou une malabsorption, tels qu'une modification de la consistance des selles, une fréquence accrue des selles et une perte de poids. 

### Long terme
- Malnutrition[1],[2]
  - L'EE provoque la malnutrition par malabsorption et carences nutritionnelles.
- Croissance et développement physique[9]
  - Les deux premières années (et les neuf mois précédents de la vie fœtale) sont essentielles à la croissance linéaire. Le retard de croissance est un symptôme facile à mesurer de ces déficits de développement de l'enfant.
- Neurocognitive (développement du cerveau)[5],[6]
- Effet sur la vaccination orale[8],[12]
  - De nombreux vaccins oraux, vivants et non vivants, se sont révélés moins immunogènes ou moins protecteurs lorsqu'ils sont administrés à des nourrissons , des enfants ou des adultes vivant dans des conditions socio-économiques défavorisées dans les pays en développement par rapport aux pays industrialisés. Une EE généralisée est supposée être une cause contributive de cette observation.

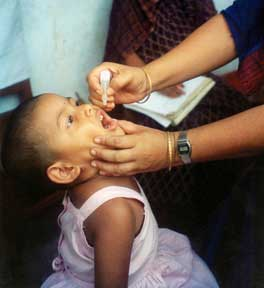
Enfant recevant le vaccin oral contre la polio. Certaines données semblent indiquer que le dysfonctionnement entérique caractéristique de l'EE pourrait nuire à l'efficacité des vaccins par voie orale.

## Causes et mécanisme
Le développement de l'EE est multifactoriel, mais principalement associé à une exposition chronique à de l'eau et des aliments contaminés. Cela est particulièrement vrai dans les environnements où la défécation à l'air libre et le manque d'assainissement sont fréquents,,. 
Une exposition à long terme à des agents pathogènes environnementaux conduit à un état d'inflammation intestinale généralisé. L'inflammation chronique entraîne des modifications à la fois fonctionnelles et structurelles qui modifient la perméabilité de l'intestin et la capacité de l'intestin à absorber les nutriments,,. 

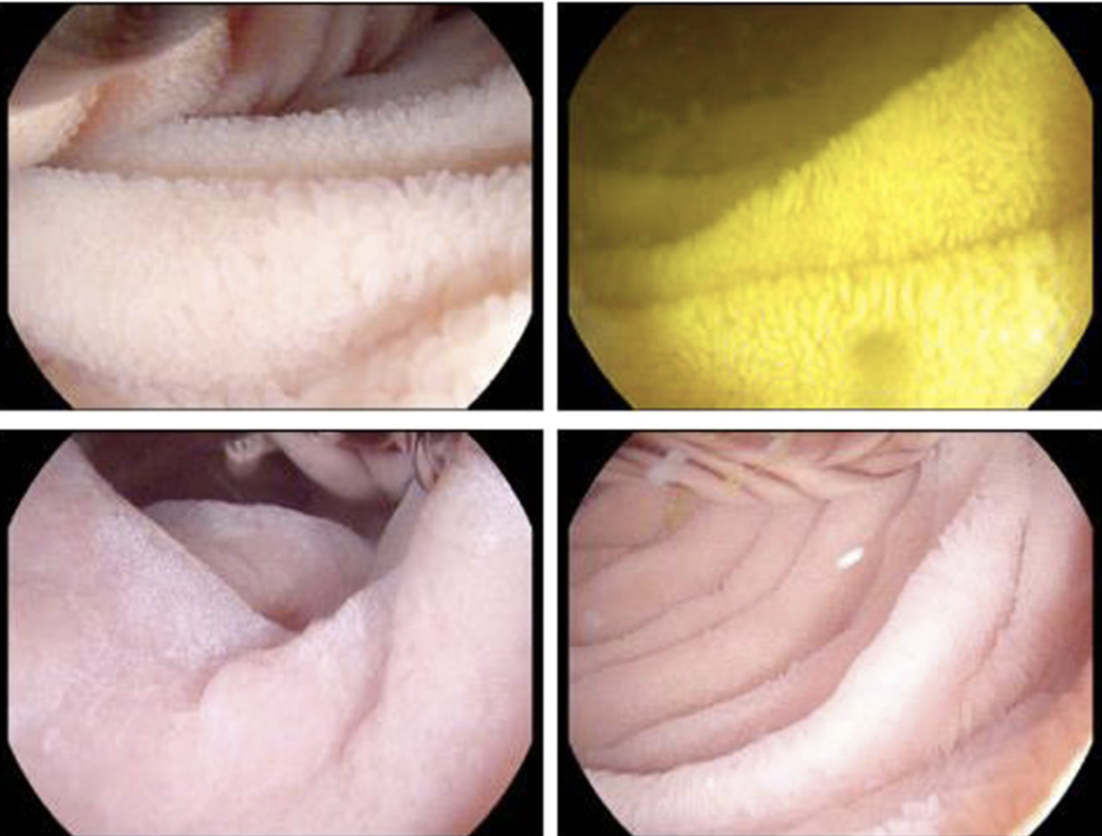
Preuve d'une atrophie villeuse dans les images endoscopiques de l'intestin grêle.

Plus précisément, les changements structurels dans l'intestin incluent des villosités plus petites , des cryptes plus grandes (appelées hyperplasie des cryptes), une perméabilité accrue et une accumulation de cellules inflammatoires dans l'intestin. Ces changements entraînent une mauvaise absorption des aliments, des vitamines et des minéraux - ou " malabsorption modeste",,. 

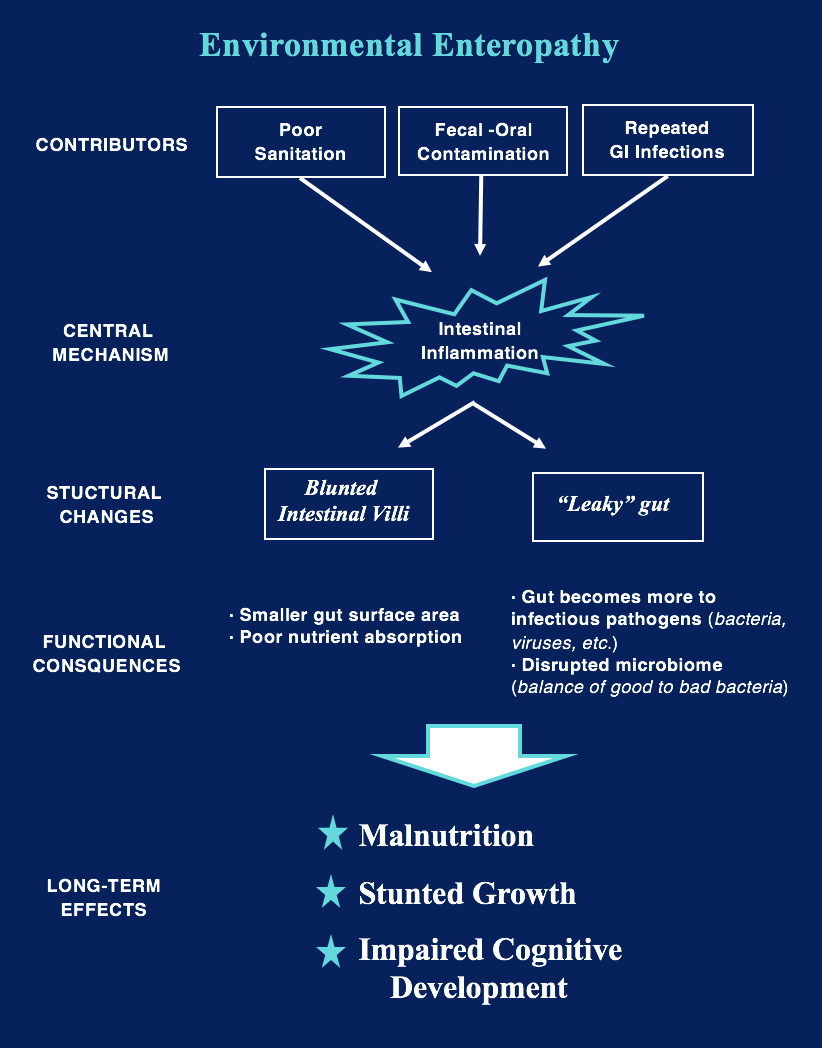
Mécanisme simplifié décrivant les causes et les effets de l'EE.

## Diagnostic
Le test de diagnostic actuel de référence pour l'EE est la biopsie intestinale et l'analyse histologique. Les changements histologiques observés incluent: 
- Émoussement villeux
- Hypertrophie de la crypte
- Fusion villeuse
- Inflammation de la muqueuse

Cependant, cette procédure est considérée comme trop invasive, complexe et coûteuse pour être mise en œuvre en tant que traitement standard. En conséquence, divers efforts de recherche sont en cours pour identifier des biomarqueurs associés à l'EE, qui pourraient constituer des outils moins invasifs, mais néanmoins représentatifs, permettant de rechercher et d'identifier l'EE à partir d'échantillons de selles. 
Dans le but d'identifier des tests de diagnostic simples et précis pour l'EE, la Fondation Bill et Melinda Gates (BMGF) a mis en place un consortium de biomarqueurs EE dans le cadre de son initiative Global Grand Challenges (plus précisément le défi «Découvrir des biomarqueurs de la fonction de l'intestin»). 
Jusqu'à présent, divers biomarqueurs ont été sélectionnés et étudiés sur la base des connaissances actuelles en physiopathologie de l'EE: 
- Perméabilité intestinale / fonction barrière 
  - Double perméabilité aux sucres (rapport lactose - mannitol)
- Inflammation intestinale 
  - Alpha-1 anti-trypsine
  - Néoptérine
  - Myéloperoxydase
- Marqueurs exocrines (hormonaux)
- Marqueurs de translocation bactérienne 
  - Endotoxine anticorps de base
- Marqueurs d'inflammation systémique 
  - Alpha-1 glycoprotéine
  - Protéine C-réactive (CRP)

Il est postulé que la compréhension limitée de l'EE est en partie due à la rareté de biomarqueurs fiables, ce qui empêche les chercheurs de suivre l'épidémiologie de la maladie et d'évaluer l'efficacité des interventions. 

### Classification
Dans les années 1960, des chercheurs ont signalé un syndrome de modifications histopathologiques et fonctionnelles non spécifiques de l'intestin grêle chez des personnes vivant dans des conditions insalubres. Ce syndrome a été observé principalement dans les régions tropicales d'Amérique latine, d'Afrique subsaharienne et d'Asie. La distribution géographique du syndrome a conduit au terme original d '"entéropathie tropicale" (parfois aussi de "jéjunopathie tropicale"). 
Après des rapports initiaux, des investigations complémentaires ont révélé que ces symptômes n'étaient pas spécifiques aux climats tropicaux. Par exemple, les personnes vivant dans des pays tropicaux plus riches, tels que le Qatar et Singapour, ne présentaient pas ces symptômes. De même, des études ultérieures ont montré que cette condition était courante dans les pays en développement, étroitement associée à des conditions de pauvreté, mais indépendante du climat ou de la géographie,. En conséquence, le terme "entéropathie environnementale" a été introduit pour préciser que cette affection ne se rencontre pas uniquement dans les zones tropicales et serait causée par des facteurs environnementaux. 

## Traitement
Le traitement se concentre sur les composants centraux de l'inflammation intestinale, de la prolifération bactérienne et de la supplémentation nutritionnelle. 

## La prévention

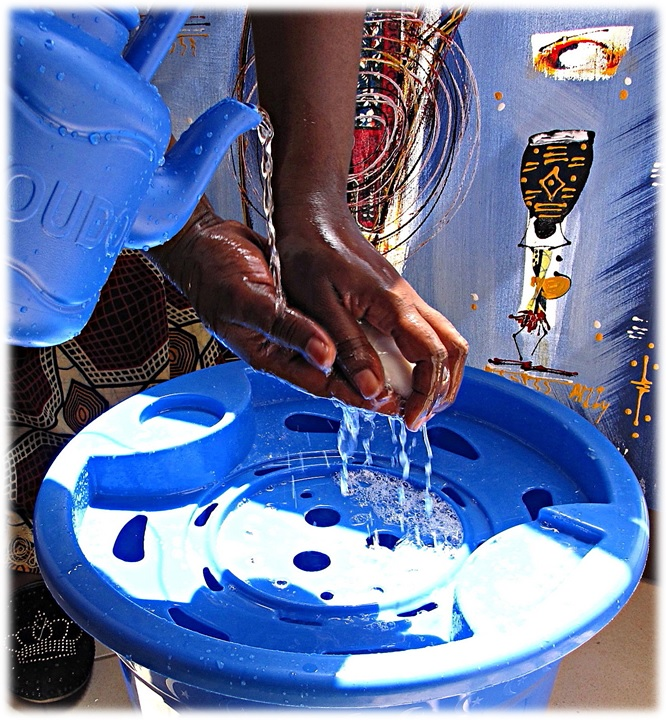
Des mesures sanitaires, telles que se laver les mains avant de préparer les aliments, sont recommandées pour prévenir l'efficacité énergétique.

La prévention est axée sur l'amélioration de l'assainissement de l'eau et des sources de nourriture,. 
Un autre facteur important pourrait être le sol contaminé dans les aires de jeux pour enfants, souvent causé par la présence d'animaux d'élevage tels que le poulet dans le ménage. La création d'un espace de jeu propre pourrait donc être une mesure préventive efficace pour l'EE chez les tout-petits. 

## Initiatives de recherche
Il existe de nombreuses initiatives de recherche couvrant plusieurs pays et portant sur de vastes domaines et mettant l'accent sur des stratégies de prévention et de traitement de l'efficacité énergétique. 
- Le projet MAL-ED
- Le projet de nutrition Alive and Thrive
- Essai SHINE (Efficacité relative à l'assainissement, l'hygiène et la nutrition des enfants) (identifiant ClinicalTrials.gov: NCT01824940)
- L'étude d'avantages WASH